# Varga Tamás (színművész, 1946)
Varga Tamás (Budapest, 1946. szeptember 3. –) magyar színművész, szinkronszínész.

## Életpályája
Pályáját 1970-ben az Egyetemi Színpadon kezdte, majd a 25. Színház tagja lett. 1976–1978 között a veszprémi Petőfi Színházban szerepelt. Öt évadon át a szolnoki Szigligeti, négy évig pedig a Miskolci Nemzeti Színházban játszott. 1987–88-ban a Jurta Színház színésze volt. 1989-től szabadfoglalkozású művész.
Számtalan magyar és külföldi filmben játszott. Rendszeresen szinkronizál (hangját kölcsönözte többek között az Apáca show-ban Bill Nunn-nak, Az angol betegben Peter Rühringnek, a Star Trek: Az új nemzedék című sorozatban Worf hadnagynak és több mint harmincszor Danny Trejónak), illetve alkalmi produkciókban is játszik.
Önálló estjei, a "Jazz+próza", Charlie Parkerről, és az "Alkalmak, ha zengenek..." (versek zenével) évek óta műsoron vannak.
Feleségével és két fiával Nagykovácsin él 1994 óta. A település kulturális életében gyakran vállal szerepet – rendezvényeken műsorvezetőként,
közreműködőként, az ünnepi alkalmakat fellépéseivel, versmondásaival színesíti –, amiért 2012 szeptemberében Nagykovácsiért Emlékéremmel tüntették ki.

## Jelentősebb szerepei

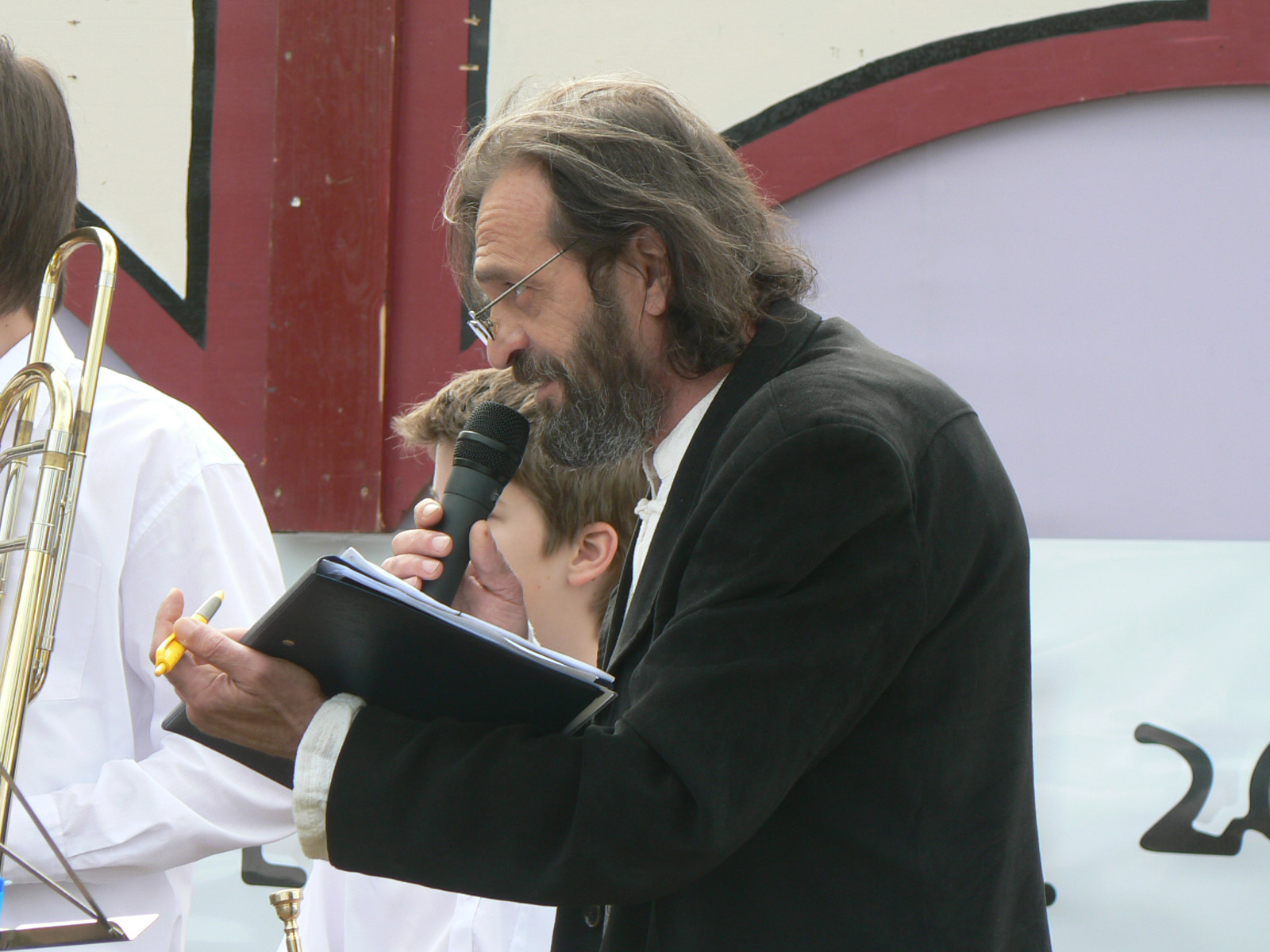
Varga Tamás egy 2010-es rendezvényen

### Színház
A Színházi adattárban regisztrált bemutatóinak száma: 74.
- Evangélium Színház - Sík Sándor: István király (Aba Sámuel)
- Piccolo Színház - Graham Greene: Utazás nénikémmel (Worthworth)
- Victor Hugo: A királyasszony lovagja (Don Gaspar Guritan)
- Ivancsics Ilona és színtársai - Jókai Anna: Fejünk felől a tetőt (Szapper úr)
- Karinthy Színház - Csathó Kálmán: Te csak pipálj Ladányi (Pókai Péter)
- Pesti Színház - Sütő András: Álomkommandó (4. sonderes)

### Film
- A mi kis falunk (sorozat, 2024) - Kucsmás bácsi
- Semmelweis (2023) - Gassner
- Tündértkert (sorozat, 2023) - Parasztember
- A Király (tévésorozat; 2022) - Gabi bácsi
- Megszállottak (magyar film, 2018)
- Genezis (magyar film, 2018)
- Napszállta (magyar film, 2018)
- Kút (magyar film, 2016) - Jenő
- Kossuthkifli (tévésorozat, epizód: Két sebzett szívü atya; 2015) - Climpurdinus
- Noiré (rövidfilm, 2015) - Zsiga bá'
- Robin des bois, la véritable histoire (francia vígjáték, 2015) - vak koldus
- Las aventuras del capitán Alatriste (spanyol kalandfilmsorozat, epizódok: Con la soga al cuello, Los dos ingleses; 2015) - Mendigo
- Drága Elza! (háborús filmdráma, 2014) - Ziffer Lajos
- Tetemre hívás (rövidfilm, 2014)
- Szuper-hipochonder (vígjáték film, 2014) - Tcherkistanais chez Dimitri
- Walzer (holland kisjátékfilm, 2010)[5] - Arec
- Az ügynökök a paradicsomba mennek (filmdráma, 2010) - Mr. Csikszi
- A katedrális ("The Pillars of the Earth", történelmi filmdrámasorozat, epizódok: The Work of Angels, New Beginnings, Witchcraft, Legacy, Battlefield, Redemption, Master Builder, Anarchy; 2010) - várbeli[6]
- Bunkerember (filmdráma, 2010) - Szeméttelepi 2
- 1 töltény (kisjátékfilm, 2009) - 2. lövő
- Született lúzer (televíziós vígjátéksorozat, epizód: Ász póker; 2008) - Jackie Collins
- Mázli (vígjátékfilm, 2008) - vásárló
- Robin Hood (angol BBC kalandfilmsorozat, epizódok: Lardner's Ring, L'île aux trésors; 2007) - Jailer
- L'île aux trésors (francia vígjátékfilm, 2007) - Stanley, az öreg kalóz
- A gyűjtő ("The Collector", kanadai tévés drámasorozat, epizód: The Exorcist; 2006) - Jasmina apja
- A fény ösvényei (filmdráma, 2005) - hajléktalan
- Szerencsés ember (kísérleti film, 2004) - Fekete juhász
- Szeret, nem szeret (tévésorozat, epizód: Az új pszichológussal; 2004) - pszichológus
- Oroszlánbarlang ("Den of Lions", francia akció thriller, 2003) - bevándorló
- Chacho Rom - Az igazi cigány (magyar-német-francia filmdráma, 2004) -
- A titkos háború (tévéfilm, 2002) -
- A végső játszma  (amerikai-angol-magyar akciófilm, 2001) - hontalan
- Feri és az édes élet (játékfilm, 2001) - Lajos
- Vírusbosszú ("Contaminated Man", angol-amerikai-német katasztrófa film, 2000) - ellenőr
- Veszett idők - C-Losing Time (játékfilm, 1999) - Dr. Pozafiecs
- Barátok közt (tévésorozat; 1998) - Zahorán János
- Az öt zsaru (tévésorozat, epizód: Dögkút; 1998) - Csapos
- A tükör képe (fekete-fehér játékfilm, 1997) -
- Semmittevők (kisjátékfilm, 1997) -
- A világ legkisebb alapítványa (filmdráma, 1997) - ávós
- Retúr (filmdráma, 1997) -
- Cadfael (angol krimisorozat, epizód: St Peter's Fair; 1997) - városi kocsis
- Öregberény (tévéfilmsorozat, epizód: Esztike; 1994) -
- Kis Romulusz (tévéfilmsorozat; 1994) -
- Indián tél (filmdráma, 1993) - sofőr
- La ragnatela 2 (olasz televíziós dráma, 1993) - El Perro, a kolumbiai maffiózó[7][8]
- Privát kopó (tévésorozat, epizód: Az öngyilkos gyilkosságok; 1992)
- Julianus barát ( magyar-olasz történelmi film, 1991) -
- Az utolsó nyáron (játékfilm, 1991) -
- Szomszédok (tévéfilmsorozat, 5 epizód; 1988, 1991) - biztonsági őr, rendőr, nyomozó
- Napló apámnak, anyámnak (életrajzi filmdráma, 1990) -
- Családi kör (tévéfilmsorozat, epizód: Vergődés; 1990) -
- Vadon (történelmi filmdráma, 1989) -
- Ismeretlen ismerős (zenés gyerekfilm, 1989) -
- Linda (tévéfilmsorozat, epizód: Stoplis angyalok; 1989) -
- Szigorú idők (tévéfilm, 1988) -
- Eldorádó (filmdráma, 1988) -
- Jelenetek a bábuk életéből (tévéfilmdráma, 1980) – Arthur Brenner (Heinz Bennent) (2. magyar szinkron)
- Sándor Mátyás (tévéfilmsorozat, 1 epizód, 1979) -
- Az erőd (játékfilm, 1978) - zsoldos
- Régi idők focija (filmszatíra, 1973) - Drugics, a balszélső
- Még kér a nép (filmdráma, 1971) - pap
- Égi bárány (, 1970) - fehérkesztyűs
- Egy ember, aki nincs (, 1963) - tanácselnök

### Videóklip
- 2015 Kiscsillag – Bújócska[9][10]
- 2015 Bogoz – Nekem így jó[11]

### Hangoskönyv
- Bartha András: Kézikönyv a nők elsárkányosodásáról (2004)[12]
- Alexander Dumas: A három testőr (2005)[13]

## Szinkron

### Rajzfilm
- Szamuráj Jack- Aku
- Brickleberry - Csövi Larry

### Videojáték
- League of legends - Cho'Gath

## Díjai
- Szocialista kultúráért kitüntetés (a Szolnoki Szigligeti Színház színművészének, 1980)[14]
- Nagykovácsiért Emlékérem (a kulturális életében betöltött szerepéért, 2012)[3]